# Rilly-la-Montagne
Rilly-la-Montagne és un municipi francès, situat al departament del Marne i a la regió del Gran Est. L'any 2007 tenia 1.054 habitants.

## Demografia

### Població
El 2007 la població de fet de Rilly-la-Montagne era de 1.054 persones. Hi havia 420 famílies, de les quals 100 eren unipersonals (36 homes vivint sols i 64 dones vivint soles), 124 parelles sense fills, 164 parelles amb fills i 32 famílies monoparentals amb fills.
La població ha evolucionat segons el següent gràfic:
Habitants censats

### Habitatges
El 2007 hi havia 463 habitatges, 422 eren l'habitatge principal de la família, 10 eren segones residències i 31 estaven desocupats. 403 eren cases i 59 eren apartaments. Dels 422 habitatges principals, 330 estaven ocupats pels seus propietaris, 71 estaven llogats i ocupats pels llogaters i 21 estaven cedits a títol gratuït; 4 tenien una cambra, 18 en tenien dues, 42 en tenien tres, 84 en tenien quatre i 274 en tenien cinc o més. 311 habitatges disposaven pel capbaix d'una plaça de pàrquing. A 195 habitatges hi havia un automòbil i a 190 n'hi havia dos o més.

### Piràmide de població
La piràmide de població per edats i sexe el 2009 era:
| Homes | Edats   | Dones |
| ----- | ------- | ----- |
| 0     | 95 o +  | 0     |
| 1     | 90 a 94 | 3     |
| 4     | 85 a 89 | 9     |
| 4     | 80 a 84 | 9     |
| 16    | 75 a 79 | 14    |
| 26    | 70 a 74 | 27    |
| 36    | 65 a 69 | 38    |
| 10    | 60 a 64 | 34    |
| 26    | 55 a 59 | 20    |
| 40    | 50 a 54 | 29    |
| 43    | 45 a 49 | 48    |
| 44    | 40 a 44 | 39    |
| 41    | 35 a 39 | 36    |
| 28    | 30 a 34 | 48    |
| 42    | 25 a 29 | 27    |
| 24    | 20 a 24 | 35    |
| 43    | 15 a 19 | 34    |
| 31    | 10 a 14 | 44    |
| 41    | 5 a 9   | 22    |
| 29    | 0 a 4   | 23    |

## Economia
El 2007 la població en edat de treballar era de 703 persones, 532 eren actives i 171 eren inactives. De les 532 persones actives 510 estaven ocupades (277 homes i 233 dones) i 22 estaven aturades (12 homes i 10 dones). De les 171 persones inactives 54 estaven jubilades, 77 estaven estudiant i 40 estaven classificades com a «altres inactius».

### Ingressos
El 2009 a Rilly-la-Montagne hi havia 416 unitats fiscals que integraven 1.045,5 persones, la mediana anual d'ingressos fiscals per persona era de 26.261 €.

### Activitats econòmiques
Dels 72 establiments que hi havia el 2007, 2 eren d'empreses extractives, 8 d'empreses alimentàries, 1 d'una empresa de fabricació de material elèctric, 1 d'una empresa de fabricació d'altres productes industrials, 6 d'empreses de construcció, 16 d'empreses de comerç i reparació d'automòbils, 4 d'empreses de transport, 2 d'empreses d'hostatgeria i restauració, 2 d'empreses d'informació i comunicació, 4 d'empreses financeres, 8 d'empreses immobiliàries, 6 d'empreses de serveis, 7 d'entitats de l'administració pública i 5 d'empreses classificades com a «altres activitats de serveis».
Dels 14 establiments de servei als particulars que hi havia el 2009, 1 era una oficina d'administració d'Hisenda pública, 1 oficina de correu, 1 una oficina bancària, 1 taller de reparació d'automòbils i de material agrícola, 2 paletes, 1 fusteria, 1 lampisteria, 1 electricista, 1 perruqueria, 2 agències immobiliàries i 2 salons de bellesa.
Dels 4 establiments comercials que hi havia el 2009, 1 era un hipermercat, 1 un supermercat, 1 una botiga de menys de 120 m² i 1 una fleca.
L'any 2000 a Rilly-la-Montagne hi havia 132 explotacions agrícoles que ocupaven un total de 408 hectàrees.

## Equipaments sanitaris i escolars
L'únic equipament sanitari que hi havia el 2009 era una farmàcia.
El 2009 hi havia 1 escola maternal i 2 escoles elementals. Rilly-la-Montagne disposava d'un col·legi d'educació secundària amb 325 alumnes.

## Poblacions més properes
El següent diagrama mostra les poblacions més properes.